# 天下無雙 (電影)
《天下無雙》（英語：Chinese Odyssey 2002）是一部於2002年上映的香港電影，由劉鎮偉和王家衛分別擔任導演和監製，以及由梁朝偉、王菲、赵薇和張震主演。此電影於2002年2月期間在中國大陸與香港同步上映。

## 劇情內容
大明年輕的正德皇帝與他的御妹無雙厭倦了皇宮的生活，策劃要從宮中逃出，可是在途中正德皇帝就被他的母后攔回，無雙卻出走成功來到了江南的梅龍鎮。
梅龍鎮上有著阿龍、阿鳳兄妹倆，經營著一家龍鳳店。阿龍作過山賊，號稱小霸王，生性頑劣鎮上人都懼怕他，但其實是一個心地善良的人。無雙女扮男裝來到龍鳳店，阿龍阿鳳同時對她都心生好感，但是阿龍一直以為無雙是個男的，所以一直希望無雙能和阿鳳交好。於是在一個喝得酩酊大醉的夜晚，醒來之後互相以為有了肌膚之親。
因為無雙與知縣之子發生了衝突，無雙的皇家身分也因暴露，大家都認為他是皇帝，於是皇宮的侍衛就保護無雙御妹回京。無雙走後龍鳳兄妹日夜思念，就在此時正德皇帝也化妝為戲子來到了龍鳳鎮，並且在一場與龍鳳兄妹仇家戰鬥中救了阿鳳，從此與阿鳳兩心相印，但阿鳳以為自己已與「皇上」有了約定而心中煩惱。
但是此時阿龍在桃林中和無雙相遇，無雙終於向阿龍表白了真實身分，兩人以桃枝為誓定下婚約，兩對兄妹在店中相會，在誤會盡除後兩人正開心之時，驚動了太后來到了梅龍鎮，她要正德皇帝通過真心火爐的考驗和阿龍通過龍鳳指環的考驗才能同意她們的婚事，結果正德皇帝不怕燒傷通過考驗而阿龍失敗了。
這時太后想把無雙嫁到塞外和異族通婚，阿龍心灰意冷意志消沉，但是受到仙兔的指點，鼓起勇氣去攔截婚駕，但是發現御妹已經逃走。最後阿龍在桃林中找到御妹，但是她因為傷心過度而發狂，但是阿龍仍與履行婚約，兩人終於發現龍鳳指環要交換佩戴方可戴上，此時他們也明白了身分地位全是不重要的......

## 演員
| 演員   | 角色       |
| 梁朝偉 | 李一龍     |
| 王菲   | 無雙長公主 |
| 趙薇   | 鳳姐       |
| 張震   | 正德皇帝   |
| 朱茵   | 情比金堅   |
| 潘迪華 | 太后       |
| 楊采妮 | 孝順女子   |
| 寧靜   | 紫霞       |
| 葛文輝 | 知府/公子  |
| 張耀揚 | 左冷禪     |
| 劉鎮偉 | 陳校長     |
| 黃永明 | 小泉居老闆 |
| 陳龍   | 馬賊       |

## 獎項
| 頒獎典禮                  | 獎項             | 名單     | 結果 |
| ------------------------- | ---------------- | -------- | ---- |
| 第22屆香港電影金像獎      | 最佳女主角       | 王 菲    | 提名 |
| 第22屆香港電影金像獎      | 最佳美術指導     | 區丁平   | 提名 |
| 第22屆香港電影金像獎      | 最佳服裝造型設計 | 張叔平   | 提名 |
| 第22屆香港電影金像獎      | 最佳原創電影音樂 | 陳勳奇   | 提名 |
| 第9屆香港電影評論學會大獎 | 最佳電影         | 天下無雙 | 獲獎 |
| 第9屆香港電影評論學會大獎 | 最佳女演員       | 王 菲    | 獲獎 |
| 第8屆香港電影金紫荊獎     | 最佳編劇         | 技 安    | 提名 |
| 第39屆金馬獎              | 最佳女配角       | 赵 薇    | 提名 |
| 第39屆金馬獎              | 最佳造型設計     | 張叔平   | 提名 |
| 第39屆金馬獎              | 最佳動作設計     | 潘健君   | 提名 |
| 第47屆亞太影展            | 最佳女配角       | 趙 薇    | 提名 |

## 原聲帶

### 曲目
1. 序曲
2. 出宮
3. 下江南
4. 殺氣
5. 天地之大小於塵埃
6. 喜相逢╱王菲、梁朝偉
7. 朝露
8. 善其身
9. 醉一場╱王菲、梁朝偉
10. 喜相逢啦啦啦啦啦
11. 眼波流
12. 離恨
13. 桃花為盟
14. 平地有風雷
15. 愛有神奇力量
16. 緣定今生
17. 獨飲
18. 觸影生情
19. 天下無雙天啦地啦╱ 王菲、梁朝偉
20. 天下無雙那個啦 想說啦啦啦╱趙薇、張震
21. 有你有我
22. 人間天地好
23. 愛火不熄
24. 如許前塵
25. 不回首
26. 春暖花開大團圓
27. 天下無雙天啦地啦 （B版）╱王菲、梁朝偉

## 外部連結
- Yahoo奇摩電影上《天下無雙》的資料（繁體中文）
- 開眼電影網上《天下無雙》的資料（繁體中文）
- 香港影庫上《天下無雙》的資料（繁體中文）
- 时光网上《天下無雙》的資料（简体中文）
- 豆瓣电影上《天下無雙》的資料 （简体中文）
- 爛番茄上《天下無雙》的資料（英文）
- AllMovie上《天下無雙》的资料（英文）
- 互联网电影数据库（IMDb）上《天下無雙》的资料（英文）